# Wolfgang Vater (Autor)
Wolfgang Vater (* 6. Januar 1940 in Saaz, Reichsgau Sudetenland) ist ein deutscher Pädagoge  und Autor.

## Leben
Wolfgang Vater studierte in Heidelberg Pädagogik und war Schulrat und Leiter des Hör-Sprachzentrums Heidelberg-Neckargemünd. In dieser Zeit veröffentlichte er zahlreiche Fachartikel und Fachbücher. Seit der Pensionierung schreibt er historische Romane mit regionalem Bezug. Er lebt mit seiner Frau in Heidelberg-Ziegelhausen.

## Werke

### Historische Romane
- FreiSein (Eine badische Revolutionsgeschichte 1848/49), Waldkirch Verlag, 2023.
- Die Kaiser von Heidelberg, Wellhöfer Verlag,  2021.
- Das Mahl zu Heidelberg, Wellhöfer Verlag, 2018.
- Luther und der stumme Himmel. Wellhöfer Verlag, 2016.
- Der Papst hinter Gittern. Wellhöfer Verlag, 2015.
- Scheidung auf Kurpfälzisch. Wellhöfer Verlag, 2014.
- Der Fluch der Königskrone. Wellhöfer Verlag, 2013.
- Der Untergang der Kurpfalz. Wellhöfer Verlag, 2011.
- Die Flucht nach Heidelberg. Wellhöfer Verlag,  2010.
- Badens Traum von der Freiheit. BoD, 2007.
- Peter Friedrich de Walpergen – Ein taub- und stumm geborener Heidelberger Künstler. Hör-Sprachzentrum, Heidelberg 2003.

### Anthologien
- Die Vier vunn da Schdoobach, Eigenverlag 5. Auflage Dezember 2022.
- Geschdan und hoid, Stadtteilverein Heidelberg-Ziegelhausen/Peterstal e.V., 2020.
- angerichtet und aufgetischt, Wellhöfer Verlag 2019.
- Das Leben lieben, trotzdem! Hrsg. Werner Jacobsen, BoD  o. Jahr
- Rhein Neckar Mord. Hrsg. Markus Guthmann und Jochen Mast. Wellhöfer Verlag, 2014.

### Sachbücher
- Heidelberger Rechenspiele – Spielen und Rechnen mit Mengen und Zahlen. G. Schindele Verlag, 1970.
- mit M. Bondzio: Frühförderungs- und Entwicklungshilfen für behinderte Kinder. (10. Auflage), Reha-Verlag, Bonn 1979.
- Basteln und Werken mit Wegwerf-Material sowie spielpädagogischen Hinweisen für behinderte und nichtbehinderte Kinder. Rehabilitationsverlag, Bonn 1979.
- mit M. Bondzio: Vom ersten Laut zum ersten Wort. (5. Auflage), Reha-Verlag/ Bonn 1981
- Lernen durch Handeln – Einsatz von Gebärden bei der Sprachförderung geistig behinderter Kinder. Verlag K. Wittwer, 1982.
- Sonderschule von A bis Z. Rehabilitationsverlag, Bonn 1984.
- Spiele für Urlaub, Reise und Freizeit – Eine Spielesammlung für gesunde und behinderte Kinder. (2. Auflage), Reha-Verlag, Bonn 1986.
- Anke. Reha-Verlag, Bonn o. J.
- Sprechlernspiele für entwicklungsgestörte Kinder. (3. Auflage), Reha-Verlag, Bonn 1988.
- Wege der Gehörlosenbildung. Auer Verlag, Donauwörth 1992.
- Geschichten aus dem Alten Testament. Rehabilitationsverlag, o. J.
- Siegfried und die Nibelungen, Ilias und Odyssee, Weltliteratur für Kinder nacherzählt in einfacher Sprache. Reha-Verlag, Bonn.
- Maria, Das Leben der Mutter Gottes, Ein Lese- und Malbuch für Kinder. Reha-Verlag, Bonn
- Das Taubstummenbildungswesen in Baden, seine Entwicklung und sein heutiger Stand. Nach amtlichen und privaten Quellen von Georg Neuert, neu bearbeitet von Wolfgang Vater. Median-Verlag, Heidelberg 2002.

### Fachliteratur
- Heidelberger Aufklärungsblätter. Uli Geiß Verlag, Heidelberg o. J.
- mit Heike Vater: Konzentrationsspiele für Kinder der 2. und 3. Grundschulklasse. Reha-Verlag, Bonn 2011.
- Konzentrationsspiele für Kinder im Vorschulalter. Reha-Verlag, Bonn o. J.
- Sprechspiele für die Kleinsten – Pitsche, patsche, Brummelbär. Kinderverse mit beweglichen Bildteilen. Reha-Verlag, Bonn o. J.
- Konzentrationsspiele für Kinder der 1. Klasse. 5. Auflage, Reha-Verlag, Bonn 1999.
- Auf dem Bauernhof. Verse-Malbuch. Rehabilitationsverlag, o. J.
- Alle Kinder dieser Welt. Verse-Malbuch,. Rehabilitationsverlag, o. J.
- Sprechfibel zur mündlichen Sprachschulung für Kinder. Reha-Verlag, Bonn o. J.
- Rechenspiele für Kinder der 2. Klasse zur Förderung der Konzentration, Rechen- und Wahrnehmungsfähigkeit. Reha-Verlag, Bonn.
- Rechenspiele zur mathematischen Förderung im Vorschulalter. Reha-Verlag, Bonn,
- Puzzle, Ein Denk- und Ausschneidespaß für Schule und Elternhaus (6–7 Jahre). Reha-Verlag, Bonn.
- Rechnen macht Spaß, Rechenspiele für 5–6 Jährige. Reha-Verlag, Bonn.
- Denken und Konzentrieren, 32 tolle Puzzleideen für Schüler 4. Klasse. Reha-Verlag, Bonn.
- Denken und Konzentrieren, 32 tolle Puzzleideen für Schüler der 3. Klasse. Reha-Verlag, Bonn.
- Sammelsurium zur Förderung der Konzentration und des logischen Denkens für Schüler der 4. und 5. Klasse. Reha-Verlag, Bonn.
- Rätsel für Schüler der 2. und 3. Klasse. Reha-Verlag, Bonn.
- Denken und Konzentrieren, 32 tolle Puzzleideen für Schüler 2. Klasse. Reha-Verlag, Bonn.
- Quartettspiele zum Selbermachen. Reha-Verlag, Bonn.
- 10 Lustige Tiergeschichten. Pädagogisches Vorleser- und Malbuch. Reh-Verlag, Bonn.
- Rechenspiele zur mathematischen Förderung im Vorschulalter. Reha-Verlag, Bonn.
- Puzzle-Spiele für Kinder von 4 – 6 Jahren im Kindergarten und Elternhaus. Reha-Verlag, Bonn.